# Pelexia maxonii
Pelexia maxonii är en orkidéart som beskrevs av Oakes Ames. Pelexia maxonii ingår i släktet Pelexia och familjen orkidéer. Inga underarter finns listade i Catalogue of Life.